# Мигел Отеро Силва
Мигел Отеро Силва (на испански: Miguel Otero Silva) е венецуелски журналист, политик, сценарист, поет и писател на произведения в жанра драма и лирика. Той е считан за важна фигура във венецуелската литература, като неговите литературни и журналистически творби са непосредствено свързани със социалната и политическата история на Венецуела.

## Биография и творчество
Мигел Отеро Силва е роден на 26 октомври 1908 г. в Барселона, Венецуела, в семейството на Енрике Отеро и Мерседес Силва. Майка му умира докато е още дете. Премества се в Каракас в много млада възраст, за да учи в местния лицей. Учи гражданско инженерство в Централния университет на Венецуела, но не завършва. Там започва ранната си литературна дейност и пише за и вестници, като „Елите“ и „Фантош“, и за университетски издания. През 1925 г. той публикува в списание „Елит“ първото си стихотворение, озаглавено „Estampa“, повлияно от модернистите Рубен Дарио и Амадо Нерво.
През 1928 г. участва в поредица от протести срещу управлението на диктатора Хуан Висенте Гомес. Включва се във военен заговор за свалянето на правителството, заради което минава в изгнание в Кюрасао. Там участва в превземането на Форт Амстердам във Вилемстад, за да вземат оръжия и боеприпаси, с които да навлезнат във Венецуела на борда на откраднатия американски кораб „Маракайбо“ в нов опит за сваляне на Гомес. Нападението е неуспешно и той отново отива в изгнание, този път в Колумбия. През 1930 г. приема марксистката философия на Коминтерна. В Колумбия започва да пише първия си роман.
След смъртта на Гомес се връща във Венецуела през 1935 г. Възползвайки се от свободата на словото, разрешена от президента Елеазар Лопес Контрерас, публикува хумористична политическа поезия в някои вестници. Определяйки го като комунист, правителството отново го изпраща в изгнание през 1937 г. В продължение на 3 години той пътува много през Мексико, САЩ и Колумбия. След завръщането си е съосновател на хумористичния седмичник „Синята костенурка“. После основава и левия седмичен вестник „¡Aquí Está!“ (Ето го!).
Първият му роман „Fiebre“ (Треска) е издаден през 1939 г. През 1976 г. е екранизиран в едноименния филм.
През 1943 г. баща му основава ежедневника „El Nacional“ и го назначава в него. Едновременно той следва журналистика в Централния университет на Венецуела.
През 1946 г. се жени за журналистката Мария Кастильо. Живеят заедно до смъртта му. Имат един син – Мигел.
През 1951 г. напуска Комунистическата партия на Венецуела и се посвещава на писателската си кариера. Прекарва една година в Гуарико историята на село Ортиз, от първоначалното му основаване до изоставянето му поради епидемия на малария. По тези проучнатия пише романа си „Мъртви къщи“, който е публикуван през 1955 г. Романът е удостоен с Националната награда за литература и наградата „Аристид Рохас“.
Вестникът „El Nacional“ е спиран на ва пъти по време на военното управление на Маркос Перес Хименес. Към края на диктатурата писателят е арестуван за редактиране и публикуване Манифеста на интелектуалците против администрацията на Хименес. След като Хименес е свален през 1958 г., Отеро е награден с Националната награда за журналистика. Избран е във венецуелски сенат като представител на щата Арагуа. Въпреки това вестникът „El Nacional“ е под голям натиск от новото правителство на Румуло Бетанкур, заради левите идеи на Отеро и предполагаемата му подкрепа на комунизма, което води до оставката му.
През 1967 г. става член на Венецуелската езикова академия. Като сенатор той създаването на Института за национална култура и изкуства през 70-те години и участва в основаването на Националната галерия. През 1979 г. е награден с Ленинската награда за мир.
Мигел Отеро Силва умира на 28 август 1985 г. в Каракас.

## Произведения

### Самостоятелни романи
- Fiebre (1939)
- Casas Muertas (1955)
Мъртви къщи, изд.: ОФ, София (1960), прев. Петър Нейков, Тодор Нейков
- Oficina Nº 1 (1961)
- La muerte de Honorio (1963)
Смъртта на Онорио, изд.: ОФ, София (1978), прев. Венцеслав Николов
- Cuando quiero llorar no lloro (1970)
Когато ми се плаче, не плача, изд.: „Народна култура“, София (1978), прев. Цветана Карагьозова
- Lope de Aguirre, príncipe de la libertad (1979)
Лопе де Агире, принц на свободата, изд.: „Народна култура“, София (1982), прев. Валентина Рафаилова
- La piedra que era Cristo (1985)

### Поезия
- Agua y cauce: poemas revolucionarios (1937)
- 25 poemas (1942)
- Elegía coral a Andrés Eloy Blanco (1959)
- La Mar que es el Morir (1965)
- Las Celestiales (1965)
- Umbral (1966)

### Документалистика
- México y la revolución mexicana : un escritor venezolano en la Unión Soviética (1966)
- Florencia: ciudad del hombre (1974)
- Ocho palabreos (1974)
- Obra humorística completa (1977)
- Prosa completa: opiniones sobre arte y política (1977)
- Un morrocoy en el infierno: humor... humor... humor (1982)
- Escritos periodísticos (1998)

### Екранизации
- 1973 Cuando quiero llorar no lloro
- 1976 Fiebre
- 1991 Cuando quiero llorar no lloro – ТВ сериал, 14 епизода
- 2009 Victorinos – ТВ сериал, 153 епизода
- 2011 – 2012 3 Milagros – ТВ сериал, 70 епизода